# Palazzo Oliverio
Palazzo Oliverio è un edificio storico di San Giovanni in Fiore.
Antico palazzo posto alle spalle del più celebre Palazzo Lopez, nel quartiere "Pilla-Scigatu", fu realizzato nella prima metà del XIX secolo (lo si trova nella planimetria catastale del 1873). È un grande edificio, e come per altri palazzi (Benincasa e De Luca), ha una forma strutturale derivante da successivi ampliamenti ed inglobamenti di altri edifici lungo via Greppi. Originariamenta aveva una planimetria con forma ad "U", con una piccola corte interna aperta all'esterno, poi in parte coperta da una sovrastruttura realizzata al di sopra dell'ingresso principale. Architettonicamente si presenta con un prospetto semplice e lineare, privo di elementi decorativi, mentre il portale con arco a tutto sesto, in granito locale, è opera dei maestri scalpellini del luogo, così come caratteristico è il collegamento del Palazzo, tramite un vaglio, con un edificio posto sotto di esso.